# Atletica leggera ai Giochi della XV Olimpiade - 80 metri ostacoli

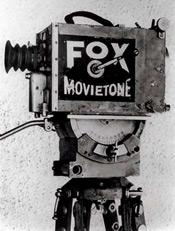
Video della Finale

La competizione degli 80 metri ostacoli di atletica leggera ai Giochi della XV Olimpiade si è disputata i giorni 23 e 24 luglio 1952 allo Stadio olimpico di Helsinki.

## L'eccellenza mondiale
| Camp.ssa olimpica 1948 | 11"2      | Fanny Blankers-Koen             | Presente |
| Primatista mondiale    | 11"0 1948 | Fanny Blankers-Koen             | Presente |
| Camp.ssa Europea 1950  | 11"1      | Fanny Blankers-Koen             | Presente |
| Primatiste stagionali  | 11"2      | Shirley Strickland Maria Sander | Presente |

## La gara
La bicampionessa, olimpica ed europea in carica, Fanny Blankers-Koen, è sofferente per un'infezione e deve sopportare iniezioni di penicillina. Soffrendo, arriva in finale, ma non è la favorita. Si è fermata al primo turno, invece, la vincitrice dei Trials USA, Constance Darnowski.

Tutti gli occhi sono per la medaglia di bronzo di Londra, l'australiana Strickland, che in batteria ha stabilito il nuovo record del mondo con 11"0. La Strickland si migliora ancora in finale, dove vince con 10"9, mentre la Blankers-Koen abbatte i primi due ostacoli e poi abbandona la gara.

## Risultati

### Turni eliminatori
| 7 Batterie   | 23 luglio | 34 iscritte   | Si qualificano le prime 2. |
| 2 Semifinali | 23 luglio | 6 + 6         | Si qualificano le prime 3. |
| Finale       | 24 luglio | 6 concorrenti |                            |

### Batterie
| Pos. | Atleta                 | Nazione   | Tempo Ufficiale | Tempo Ufficioso |
| ---- | ---------------------- | --------- | --------------- | --------------- |
| 1    | Shirley Strickland     | Australia | 11"0            | 11"24           |
| 2    | Milena Greppi          | Italia    | 11"7            | 11"95           |
| 3    | Miyo Miyashita         | Giappone  | 11"8            | 12"06           |
| 4    | Colette Elloy          | Francia   | 11"9            | 12"31           |
| 5    | Jorun Askersrud Tangen | Norvegia  | 12"2            | 12"51           |

| Pos. | Atleta              | Nazione     | Tempo Ufficiale | Tempo Ufficioso |
| ---- | ------------------- | ----------- | --------------- | --------------- |
| 1    | Fanny Blankers-Koen | Paesi Bassi | 11"2            | 11"34           |
| 2    | Edna Maskell        | Sudafrica   | 11"6            | 11"80           |
| 3    | Klára Soós          | Ungheria    | 11"9            | 11"98           |
| 4    | Hilde Antes         | Saar        | 12"0            | 12"31           |
| 5    | Nilima Ghose        | India       | 12"9            | 13"07           |
| -    | Marion Huber        | Cile        | Rit.            | Rit.            |

| Pos. | Atleta          | Nazione          | Tempo Ufficiale | Tempo Ufficioso |
| ---- | --------------- | ---------------- | --------------- | --------------- |
| 1    | Elene Gok'ieli  | Unione Sovietica | 11"5            | 11"59           |
| 2    | Pamela Seaborne | Gran Bretagna    | 11"5            | 11"62           |
| 3    | Wilhelmina Lust | Paesi Bassi      | 11"6            | 11"69           |
| 4    | Seija Pöntinen  | Finlandia        | 11"8            | 12"22           |
| 5    | Tang Pai Wah    | Singapore        | 12"8            | 13"09           |

| Pos. | Atleta                | Nazione       | Tempo Ufficiale | Tempo Ufficioso |
| ---- | --------------------- | ------------- | --------------- | --------------- |
| 1    | Jean Desforges        | Gran Bretagna | 11"4            | 11"51           |
| 2    | Anneliese Seonbuchner | Germania      | 11"4            | 11"55           |
| 3    | Luella Law            | Canada        | 11"8            | 12"09           |
| 4    | Helene Bielansky      | Austria       | 11"8            | 12"10           |
| 5    | Sylvi Keskinen        | Finlandia     | 12"4            | 12"68           |
| 6    | Leah Horowitz         | Israele       | 12"4            | 12"74           |

| Pos. | Atleta              | Nazione          | Tempo Ufficiale | Tempo Ufficioso |
| ---- | ------------------- | ---------------- | --------------- | --------------- |
| 1    | Maria Sander        | Germania         | 11"3            | 11"41           |
| 2    | Claudie Flament     | Francia          | 11"5            | 11"83           |
| 3    | Anna Aleksandrova   | Unione Sovietica | 11"5            | 11"86           |
| 4    | Maria Musso         | Italia           | 11"9            | 12"17           |
| 5    | Constance Darnowski | Stati Uniti      | 12"1            | 12"29           |
| 6    | Aino Autio          | Finlandia        | 12"1            | 12"31           |

| Pos. | Atleta                         | Nazione          | Tempo Ufficiale | Tempo Ufficioso |
| ---- | ------------------------------ | ---------------- | --------------- | --------------- |
| 1    | Marija Golubničaja             | Unione Sovietica | 11"1            | 11"29           |
| 2    | Wanda dos Santos               | Brasile          | 11"3            | 11"58           |
| 3    | Yvette Monginou                | Francia          | 11"3            | 11"64           |
| 4    | Elfriede Steurer               | Austria          | 11"4            | 11"74           |
| 5    | Pauline Threapleton-Wainwright | Gran Bretagna    | 11"9            | 11"88           |
| 6    | Gretel Bolliger                | Svizzera         | 12"3            | 12"56           |

### Semifinali
| Pos. | Atleta             | Nazione          | Tempo Ufficiale | Tempo Ufficioso |
| ---- | ------------------ | ---------------- | --------------- | --------------- |
| 1    | Shirley Strickland | Australia        | 10"8            | 11"16           |
| 2    | Maria Sander       | Germania         | 10"9            | 11"19           |
| 3    | Jean Desforges     | Gran Bretagna    | 10"9            | 11"37           |
| 4    | Elene Gok'ieli     | Unione Sovietica | 11"1            | 11"46           |
| 5    | Edna Maskell       | Sudafrica        | 11"2            | 11"50           |
| 6    | Milena Greppi      | Italia           | 11"4            | 11"80           |

| Pos. | Atleta                | Nazione          | Tempo Ufficiale | Tempo Ufficioso |
| ---- | --------------------- | ---------------- | --------------- | --------------- |
| 1    | Marija Golubničaja    | Unione Sovietica | 11"2            | 11"35           |
| 2    | Fanny Blankers-Koen   | Paesi Bassi      | 11"3            | 11"42           |
| 3    | Anneliese Seonbuchner | Germania         | 11"4            | 11"70           |
| 4    | Pamela Seaborne       | Gran Bretagna    | 11"4            | 11"71           |
| 5    | Wanda dos Santos      | Brasile          | 11"4            | 11"74           |
| 6    | Claudie Flament       | Francia          | 11"6            | 11"89           |

### Finale
| Pos.    | Corsia | Atleta                | Età | Nazione          | Tempo Ufficiale | Tempo Ufficioso |
| ------- | ------ | --------------------- | --- | ---------------- | --------------- | --------------- |
| Oro     | 3      | Shirley Strickland    | 26  | Australia        | 10"9            | 11"01           |
| Argento | 5      | Marija Golubničaja    | 28  | Unione Sovietica | 11"1            | 11"24           |
| Bronzo  | 4      | Maria Sander          | 27  | Germania         | 11"1            | 11"38           |
| 4       | 6      | Anneliese Seonbuchner | 22  | Germania         | 11"2            | 11"46           |
| 5       | 1      | Jean Desforges        | 23  | Gran Bretagna    | 11"6            | 11"75           |
| -       | 2      | Fanny Blankers-Koen   | 34  | Paesi Bassi      | Rit.            | Rit.            |